# Pajares de la Lampreana
Pajares de la Lampreana – gmina w Hiszpanii, w prowincji Zamora, w Kastylii i León, o powierzchni 27,99 km². W 2011 roku gmina liczyła 419 mieszkańców.